# Sippie Wallace
Sippie Wallace, geboren als Beulah Thomas (Houston, 1 november 1898 - Detroit, 1 november 1986), was een Amerikaanse bluesmuzikante (zang, piano).

## Biografie
Sippie Wallace werd geboren in een muzikale familie. Haar broers waren George W. Thomas, een pianist, orkestleider en componist en Hersal Thomas, haar nicht was Hociel Thomas, de dochter van George. In haar jonge jaren zong Wallace in de kerk en speelde ze orgel. Later trad ze op in tentenshows.
In 1915 verhuisde ze naar New Orleans en trouwde ze. In 1923 verhuisde ze naar Chicago, waar ze haar eerste opnamen maakte als Sippie Wallace, de Texaanse nachtegaal. Tijdens de jaren 1920 was ze een van de populairste blueszangeressen. Tussen 1923 en 1927 nam ze meer dan veertig nummers op, die grotendeels door haar en haar broers waren geschreven. Ze trad op met bekende muzikanten als Louis Armstrong, Clarence Williams en King Oliver.
Tijdens de jaren 1930 trok ze zich terug uit de muziekbusiness en trad ze alleen nog maar op in kerken in Detroit. Tijdens de jaren 1940 bracht ze in het zog van de bluesrevivals het album Sippie Wallace Sings the Blues uit en ging ze weer op tournee. Bonnie Raitt, toentertijd studente, was zo onder de indruk van het album, dat ze Wallace opzocht. Beiden werden vriendinnen en namen in 1981 het album Sippie op, dat in 1983 werd genomineerd voor een Grammy Award en in 1984 een Handy Award won.
Sippie Wallace trad op tot in de jaren 1990. In Duitsland werd ze bekend door haar samenwerking met de boogiewoogie-pianist Axel Zwingenberger. Deze wijdde haar zijn compositie Blues for Sippie Wallace.

## Overlijden
Sippie Wallace overleed in november 1986 op haar verjaardag op 88-jarige leeftijd. In 1993 werd ze opgenomen in de Michigan Women's Hall of Fame en in 2003 in de Blues Hall of Fame.

## Discografie
- 1924: (Met C. Williams) Caldonia Blues (Okeh Records)
- 1926: Special Delivery Blues (Okeh Records)
- 1927: The Flood Blues (Okeh Records)
- 1929: I'm a Mighty Tight Woman (Victor Records)
- 1945: Bedroom Blues (Mercury Records)
- 1966: (Met L.B. Montgomery en R. Sykes) Sippie Wallace Sings the Blues (Storyville)
- 1982: Sippie (Atlantic Records)
- 1983: Axel Zwingenberger & The Friends of Boogie Woogie Vol. 1: Sippie Wallace (Vagabond)
- 1986: Axel Zwingenberger & The Friends of Boogie Woogie Vol. 3: An Evening with Sippie Wallace (Vagabond)
- 1995: Complete Recorded Works, Vol. 1 (1923–1925) (Document Records)
- 1995: Complete Recorded Works, Vol. 2 (1925–1945) (Document Records)

- Biblioteca Nacional de España: XX4879962
- Bibliothèque nationale de France: cb139009745 (data)
- Gemeinsame Normdatei: 134549945
- International Standard Name Identifier: 0000 0003 6860 5754
- Library of Congress Control Number: n90708910
- MusicBrainz: ac4c191a-92cf-4def-9a48-8635429edb96
- Nationale Bibliotheek van Israël: 987007409296305171
- Istituto Centrale per il Catalogo Unico: LO1V373822
- SNAC: w64x9trk
- Virtual International Authority File: 69117111
- WorldCat: E39PBJxt39PHhQ7f3wdQHvGbVC